# 维克 (上马恩省)
维克（法語：Vicq，法語發音：[vik]）是法国上马恩省的一个市镇，属于朗格勒区。

## 地理
维克（47°55'26"N, 5°36'3"E）面积13.72 平方千米，位于法国大東部大區上马恩省，该省份为法国东北部内陆省份，北起马恩省和默兹省，西接奥布省，西南接科多尔省，东南接上索恩省，东临孚日省。
与维克接壤的市镇（或旧市镇、城区）包括：下夸菲、当雷蒙、拉讷韦勒、拉韦尔努瓦、默兹河畔勒沙特莱、朗索尼耶尔、索尔克叙尔、阿芒斯河畔瓦雷讷。

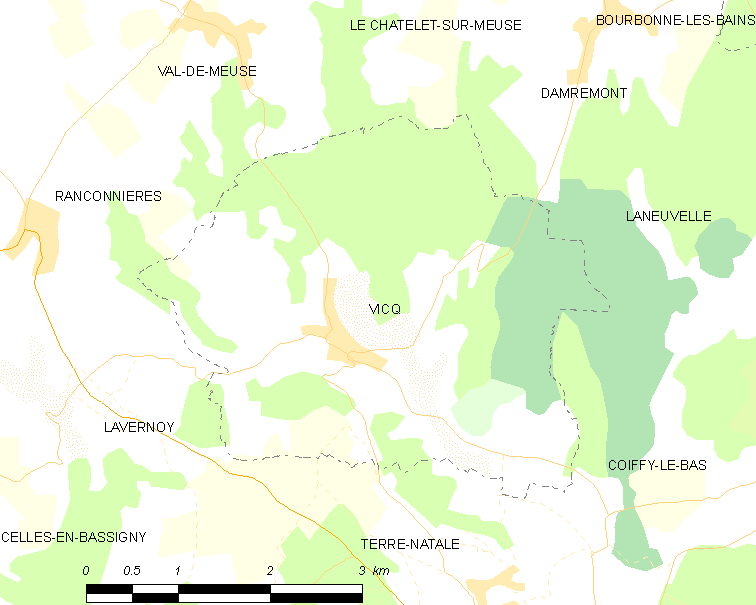
的OSM定位图

维克的时区为UTC+01:00、UTC+02:00（夏令时）。

## 行政
维克的邮政编码为52400，INSEE市镇编码为52520。

## 政治
维克所属的省级选区为波旁莱班县。

## 人口

1962-2008年间人口变化图示

维克于2022年1月1日时的人口数量为161人。